# Risto Kalevi Tuomikoski
Risto Kalevi Tuomikoski (Joensuu, 24 januari 1911 - 1989) was een Fins botanicus, entomoloog en linguïst.
Tuomikoski is afgestudeerd als Bachelor of Science aan de Universiteit van Helsinki in 1936 en promoveerde in 1942. Hij was een assistent-professor in de plantkunde en biologische taxonomie aan dezelfde Universiteit van 1948 tot 1961 en vervolgens bekleedde hij de positie van buitengewoon hoogleraar van 1961 tot 1974. 
Tuomikoski was in Finland een pionier op het gebied van insectenonderzoek, met name de tweevleugeligen (Diptera). Hij maakte ook onderzoeksreizen naar de Verenigde Staten en Canada in 1947 en naar Newfoundland in 1949. Tijdens de Tweede Wereldoorlog zorgde zijn belangstelling voor taal ervoor dat hij als cryptoanalist kwam te werken voor de strijdkrachten.
In zijn nagedachtenis werd het Professori Risto Tuomikosken biologisen taksonomian rahasto opgericht. Tuomikoski was hiervan zelf voorzitter, van 1960 tot 1966. Het fonds wordt toegekend aan belangrijk taxonomisch onderzoek op het gebied van schimmels, mossen, spinnen of insecten.

## Taxa
Tuomikoski was gespecialiseerd in de familie van de rouwmuggen (Sciaridae). Hij heeft een groot aantal van deze muggensoorten voor het eerst beschreven, waaronder:
- Leptosciarella dimera
- Scatopsciara geophila
- Leptosciarella tuberculigera
- Scatopsciara simillima
- Cratyna tuberculata
- Leptosciarella brevior
- Leptosciarella atricha
- Phytosciara prosciaroides
- Leptosciarella claviforceps
- Leptosciarella truncata
- Cratyna falcata
- Epidapus alnicola
- Leptosciarella nudinervis

Een aantal diptera zijn in zijn eer naar hem vernoemd, zoals een drietal paddenstoelmuggen (Mycetophilidae): 
- Allodia tuomikoskii Hackman, 1971
- Neoempheria tuomikoskii Vaisanen, 1982
- Notolopha tuomikoskii Zaitzev, 2000

en een vliegensoort uit de familie van de Hybotidae:
- Platypalpus tuomikoskii Chvala, 1972

- Bibliothèque nationale de France: cb155657990 (data)
- Author citation (botany): Tuom.
- Gemeinsame Normdatei: 128342900
- International Standard Name Identifier: 0000 0004 2497 6307
- Nationale Bibliotheek van Tsjechië: jcu20191028432
- Système universitaire de documentation: 176340610
- Museum of New Zealand Te Papa Tongarewa: 72584
- Virtual International Authority File: 305954677